# Estádio Beira-Rio
Das Estádio Beira-Rio (offizieller Name: Estádio José Pinheiro Borda, Spitzname: Gigante da Beira-Rio) ist ein Fußballstadion in der südbrasilianischen Stadt Porto Alegre. Es wurde im Jahre 1959 gebaut und dient dem Verein Internacional Porto Alegre als Heimstadion. 

## Geschichte

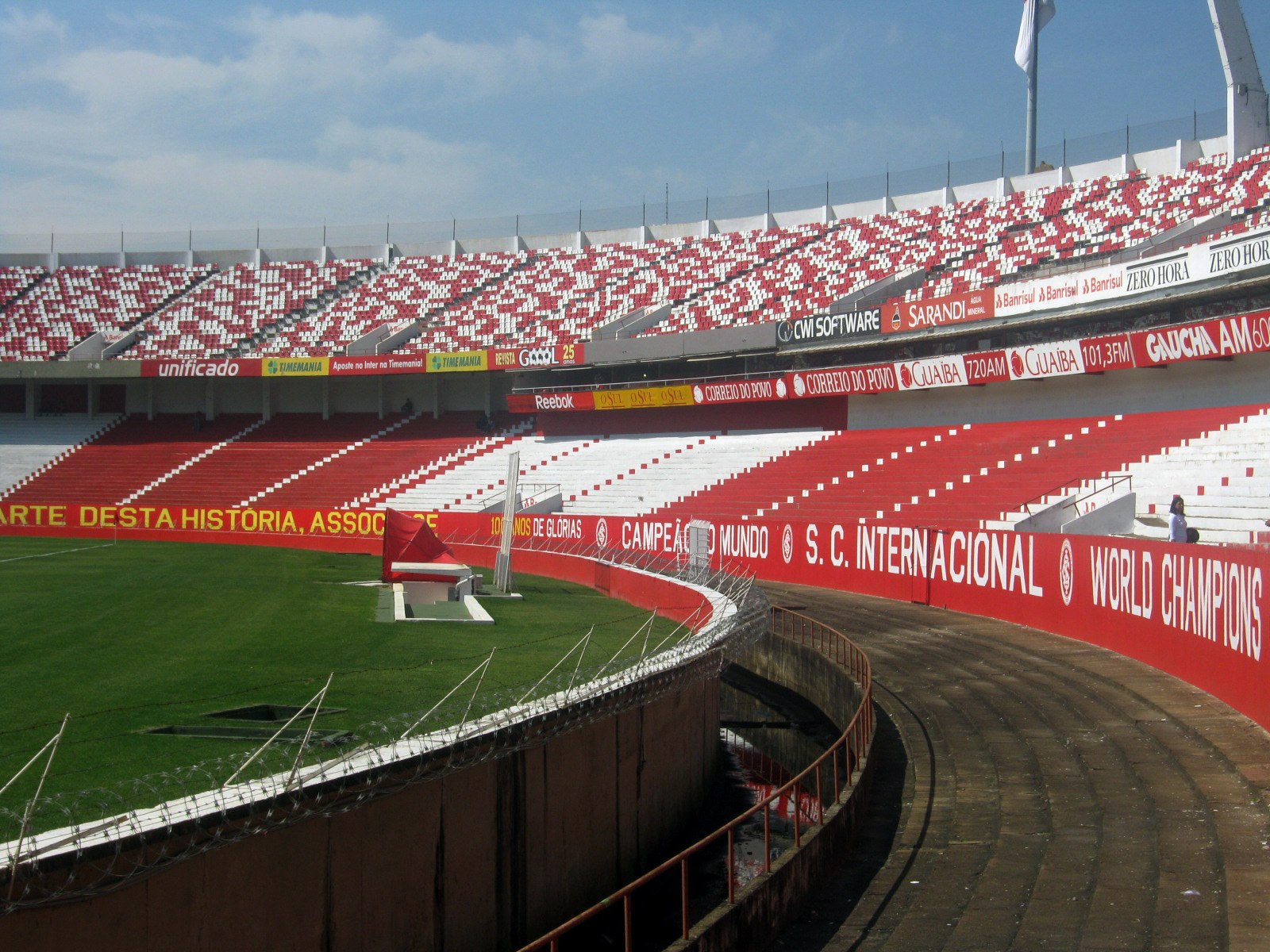
Estádio Beira-Rio vor dem Umbau

Im Jahr 1956 kam den Führungsmitgliedern von Internacional Porto Alegre der Gedanke, eine neue Spielstätte für den Verein zu errichten. Zu der Zeit trug der Verein, der schon seit längerem zu den besten Brasiliens zählt, seine Spiele im Estádio dos Eucaliptos aus, welches 1931 erbaut wurde und in dem nur 20.000 Zuschauer Platz fanden. Drei Jahre später begann der Bau eines neuen Stadions für Internacional. Dennoch spielte der Verein noch bis 1969 weiter im alten Stadion, ehe man sich dazu entschloss, es abzureißen und fortan seine Heimspiele im Estádio Beira-Rio auszutragen.
Bereits drei Jahre nach der Eröffnung des Stadions am 6. April 1969 mit einem Freundschaftsspiel zwischen Internacional Porto Alegre und dem portugiesischen Rekordmeister Benfica Lissabon wurde die bis heute geltende Rekordkulisse im Estádio Beira-Rio gezählt, als 107.000 Zuschauer zu einem Spiel der Auswahlmannschaft von Rio Grande do Sul gegen die brasilianische Fußballnationalmannschaft ins Stadion strömten.

## Umbau für die WM 2014
Das Estádio Beira-Rio wurde für die Fußball-Weltmeisterschaft 2014 umgebaut und verfügt seitdem über eine Kapazität von 50.287 Plätzen.

## Spiele der Fußball-Weltmeisterschaft 2014

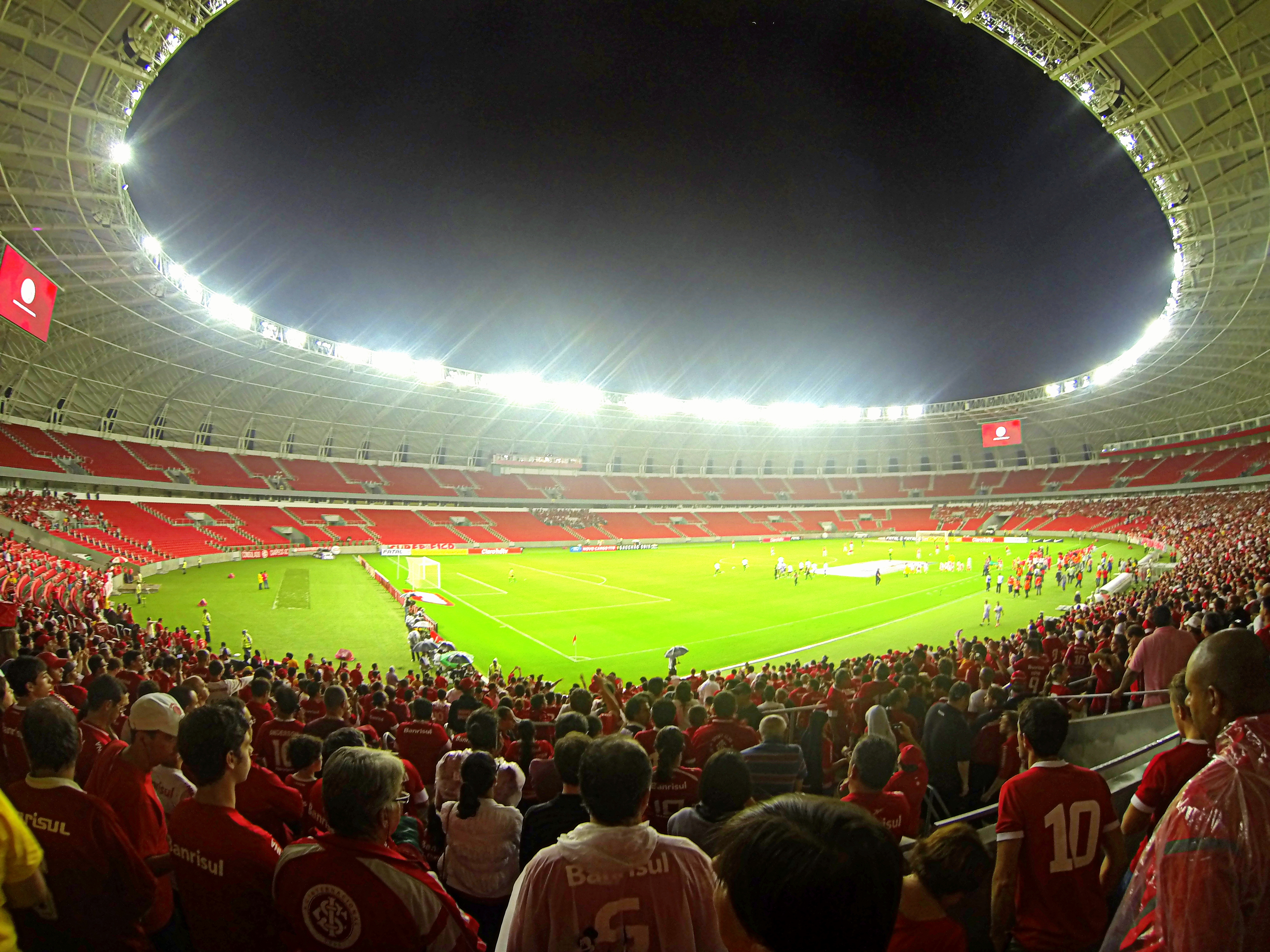
Innenansicht im Februar 2014

Während der Weltmeisterschaft fanden folgende Spiele im Stadion statt:
|                                                                   |   |             |                      |
| So., 15. Juni 2014 um 16:00 Uhr (21:00 Uhr MESZ) – Gruppe E       |   |             |                      |
| Frankreich                                                        | – | Honduras    | 3:0 (1:0)            |
| Mi., 18. Juni 2014 um 13:00 Uhr (18:00 Uhr MESZ) – Gruppe B       |   |             |                      |
| Australien                                                        | – | Niederlande | 2:3 (1:1)            |
| So., 22. Juni 2014 um 16:00 Uhr (21:00 Uhr MESZ) – Gruppe H       |   |             |                      |
| Südkorea                                                          | – | Algerien    | 2:4 (0:3)            |
| Mi., 25. Juni 2014 um 13:00 Uhr (18:00 Uhr MESZ) – Gruppe F       |   |             |                      |
| Nigeria                                                           | – | Argentinien | 2:3 (1:2)            |
| Mo., 30. Juni 2014 um 17:00 Uhr (22:00 Uhr MESZ) – Achtelfinale 6 |   |             |                      |
| Deutschland                                                       | – | Algerien    | 2:1 n. V. (0:0, 0:0) |